# Санкт-Петербургский округ путей сообщения

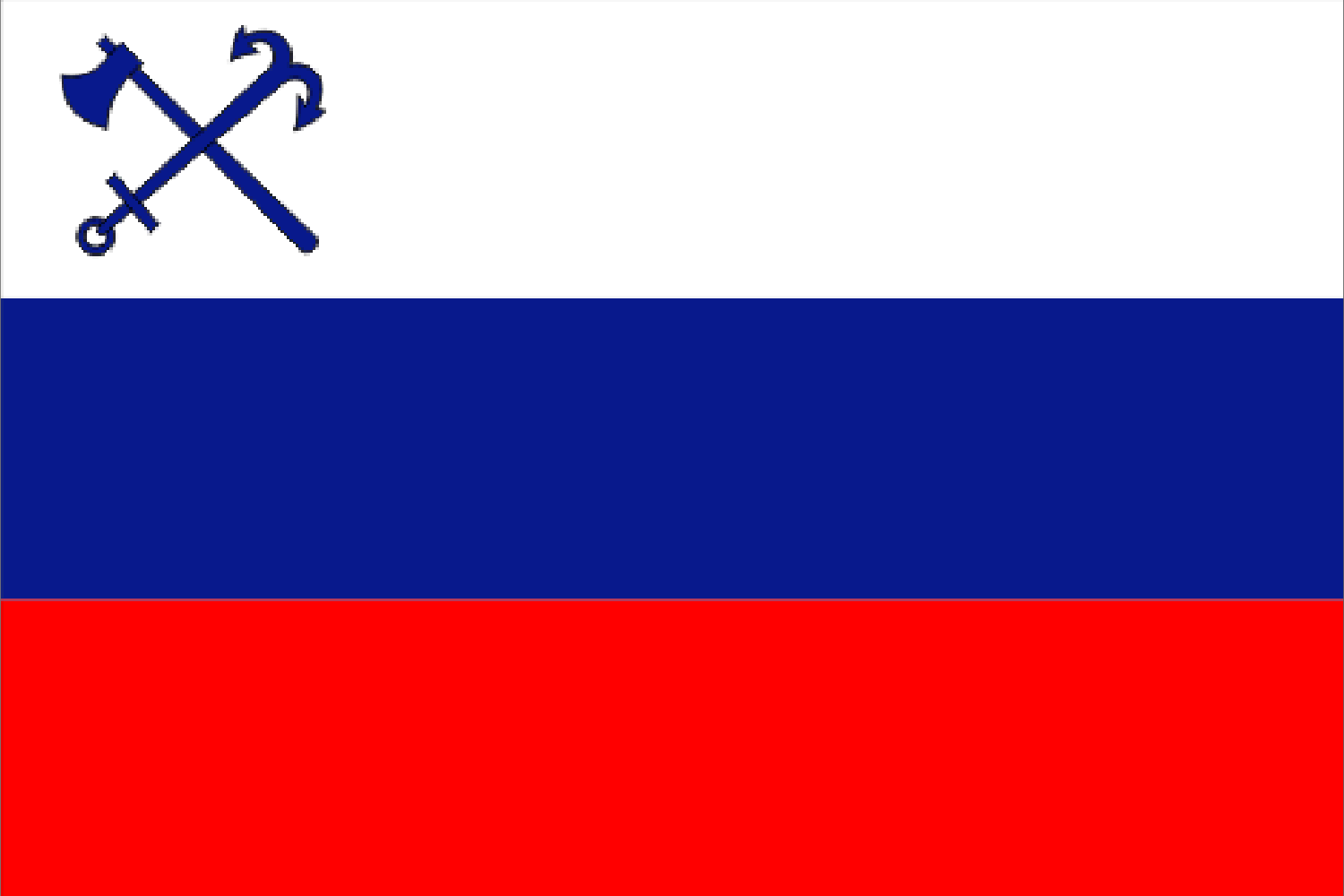
Флаг МПС Российской империи с 1870 г.

С.-Петербургский округ путей сообщения — орган управления водными путями и шоссейными дорогами в северо-западной части Российской империи в составе Управления (в 1870—1899 гг. — Департамента) водяных и шоссейных сообщений Министерства путей сообщения. Правление Округа находилось в С.-Петербурге (с 1914 г. — Петроград).

## Пути С.-Петербургского / Петроградского округа

#### Главные водные пути
- Нева
- Ладожское озеро
- Ильмень
- Чудское озеро
- Волхов
- Нарова
- Вышневолоцкий водный путь
- Приладожские каналы: Ново и Старо-Ладожские, Ново и Старо-Сясьские, Ново и Старо-Свирские — звенья Мариинской водной системы.
- Волга от истока до г. Рыбинска с притоками, за исключением Мологи
- Луга
- Верхний Эмбах (Эмайыга)

#### Дороги. Шоссе
- Архангелогородское ш.
- Везенбергское ш.
- Вознесенское ш.

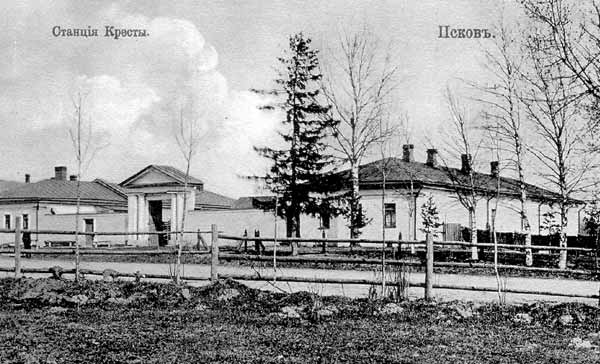
Почтовая станция в Крестах

- Выборгское ш.: Парголово — Белоостров — граница с Финляндией
- Гдовское ш.
- Динабургское (Двинское) ш.
- Киевское ш.
- Московское ш.
- Нарвское ш.: Ополье — Ямбург. Мост императора Николая I в Нарве.
- Нижнее Петергофское ш.
- Павловско-Лисинское ш.
- Павловск — Ям Ижора
- Царское Село — Гатчина
- Средняя Рогатка — Пулково — Гатчина
- Царское Село — Ям Ижора
- Мозинская дорога
- Большая Павловская дорога
- Пулково — Царское Село через деревню Кузьмино
- Пулково — Лигово
- Петергофская дорога в Царское Село
- Красное Село — Гатчина
- Красное Село — Стрельна
- С.-Петербург — Стрельна

## Деление Округа. Должности

#### Отделения
- Вышневолоцкое. Волга, Шлина, Тверецкий канал, дамбы и бечевники вдоль рек и каналов.
- Новгородское. Волхов, Мста, Сиверсов и Вишерский каналы.
- Псковское
- Шлиссельбургское.
- Бассейн Чудского и Псковского озёр: Нарова, Луга, Великая
- Ладожское озеро: Торпаков, «Сухо» и Стороженский маяки, Чембовские створные башни
- Лиговский канал

#### Шоссейные дистанции
- 1-я. В ведении дистанции: Архангелогородское ш., Московское ш., Павловско-Лисинское ш., Павловск — Ям Ижора
- 2-я. Царское Село — Гатчина, Средняя Рогатка — Пулково — Гатчина, Вознесенское ш., Царское Село — Ям Ижора, Павловско-Лисинское ш., Мозинская дорога, Большая Павловская дорога, Пулково — Царское Село через дер. Кузьмино. Таицкий, Павловский, Царскосельский и Ижорский открытые водопроводы.
- 3-я. Петергофская дорога в Царское Село, Красное Село — Гатчина, Красное Село — Кипень, Пулково — Лигово, Красное Село — Стрельна.
- 4-я. Царское Село — Петергоф, СПб — Стрельна, Нижнее Петергофское ш., Выборгское ш.: Парголово — Белоостров — граница с Финляндией.
- 5-я. Нарвское ш.: Ополье — Ямбург. Мост имп. Николая I в Нарве, Везенбергское ш., Гдовское ш.
- 6-я. Двинское ш. Гатчино — Новоселье
- 7-я. Двинское ш.: Кресты — Стремутка — Остров; Киевское ш.: Остров — Крюково — Новгородка — Исса — Опочка.

#### Судоходные дистанции
- 1-я Псковского отделения (место пребывания начальника — Гостинопольская пристань Новоладожского у. Петроградской губ.). Территория бассейнов рек: Волхов, Керест, Оскуя, Пчевжа, Тигода, Чёрная, Оломна, Влоя, Чамешна, озеро Ильмень, Ловать, Пола, Шелонь, Пеима, Перехода, Полисть, Тисьва, Мста, Мда, Ниша, Хуба, Холова, Мошня и Вишера.
- 4-я Псковского отделения (начальник дистанции — г. Нарва). Реки бассейна Финского залива: Воронка, Косколовка (Хабаловка), Луга, Нарова (Нарва), Липовский канал с Липовским озером, Россонь и Оредеж, южное побережье Финского залива к западу от устья Луги.http://guides.rusarchives.ru/browse/guidebook.html?bid=502&sid=1445646

#### Личный состав Округа
- Начальник Округа
- Помощник начальника

## Виды водных путей С.-Петербургского Округа

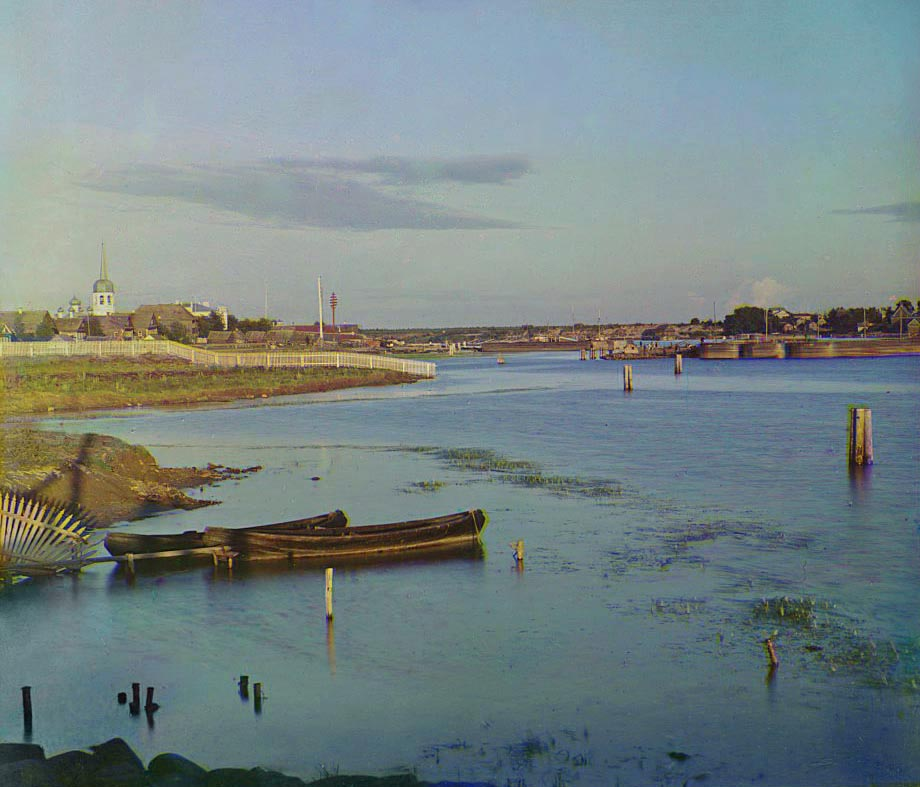
Сясьские Рядки
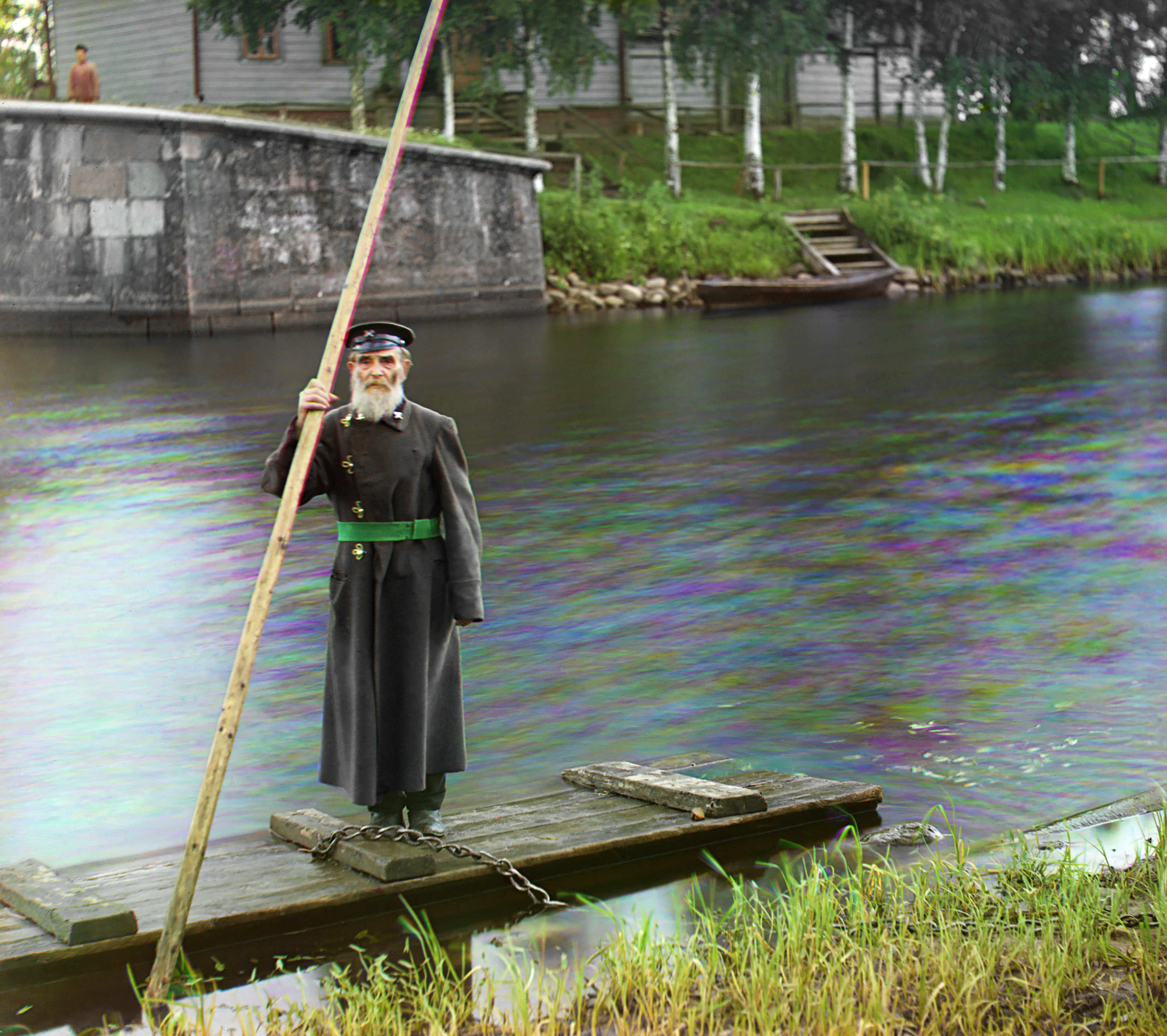
Черниговский шлюз за Дубно на Ново-Ладожском канале
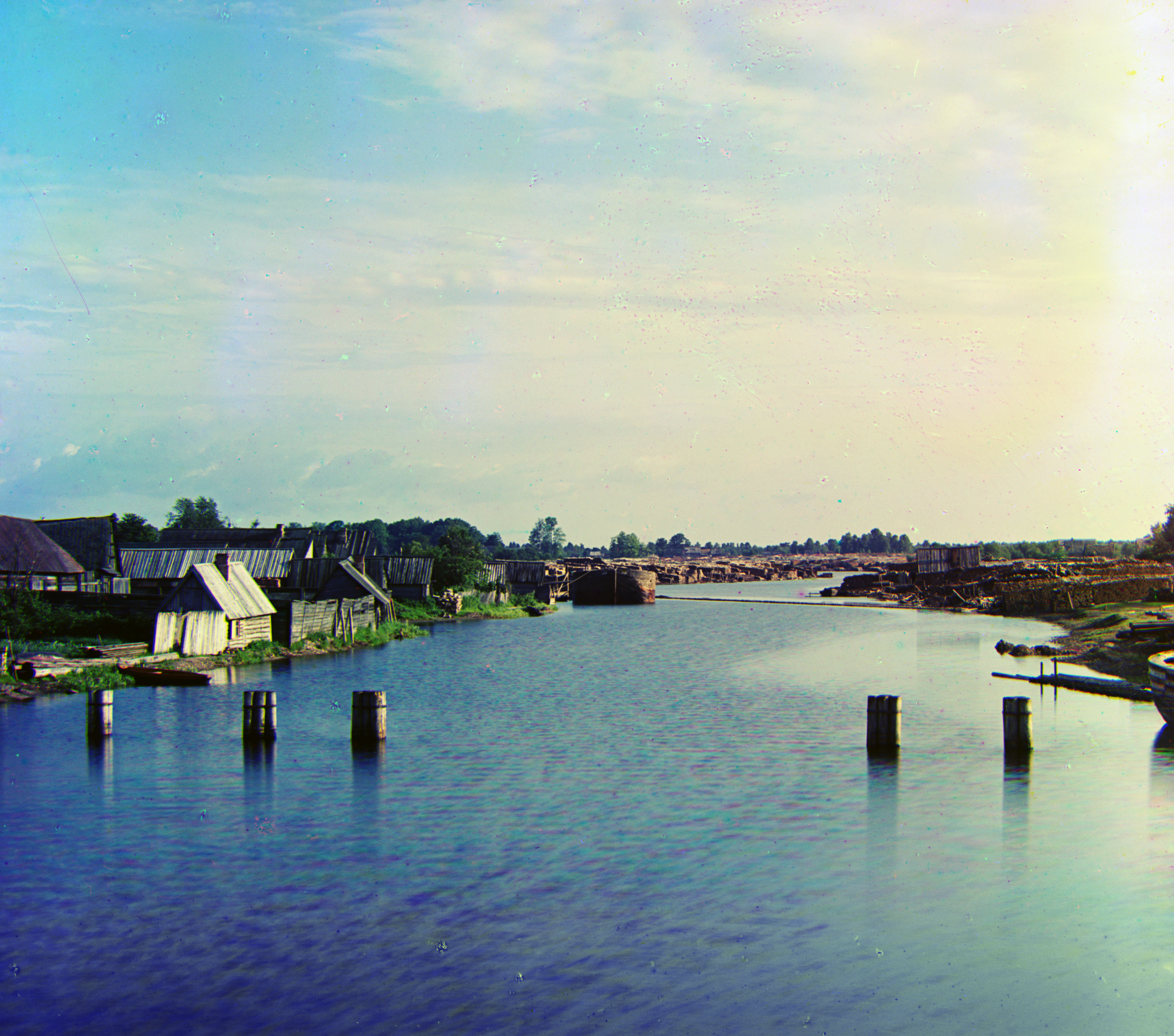
Канал Петра Великого (Старо-Ладожский) у Назии
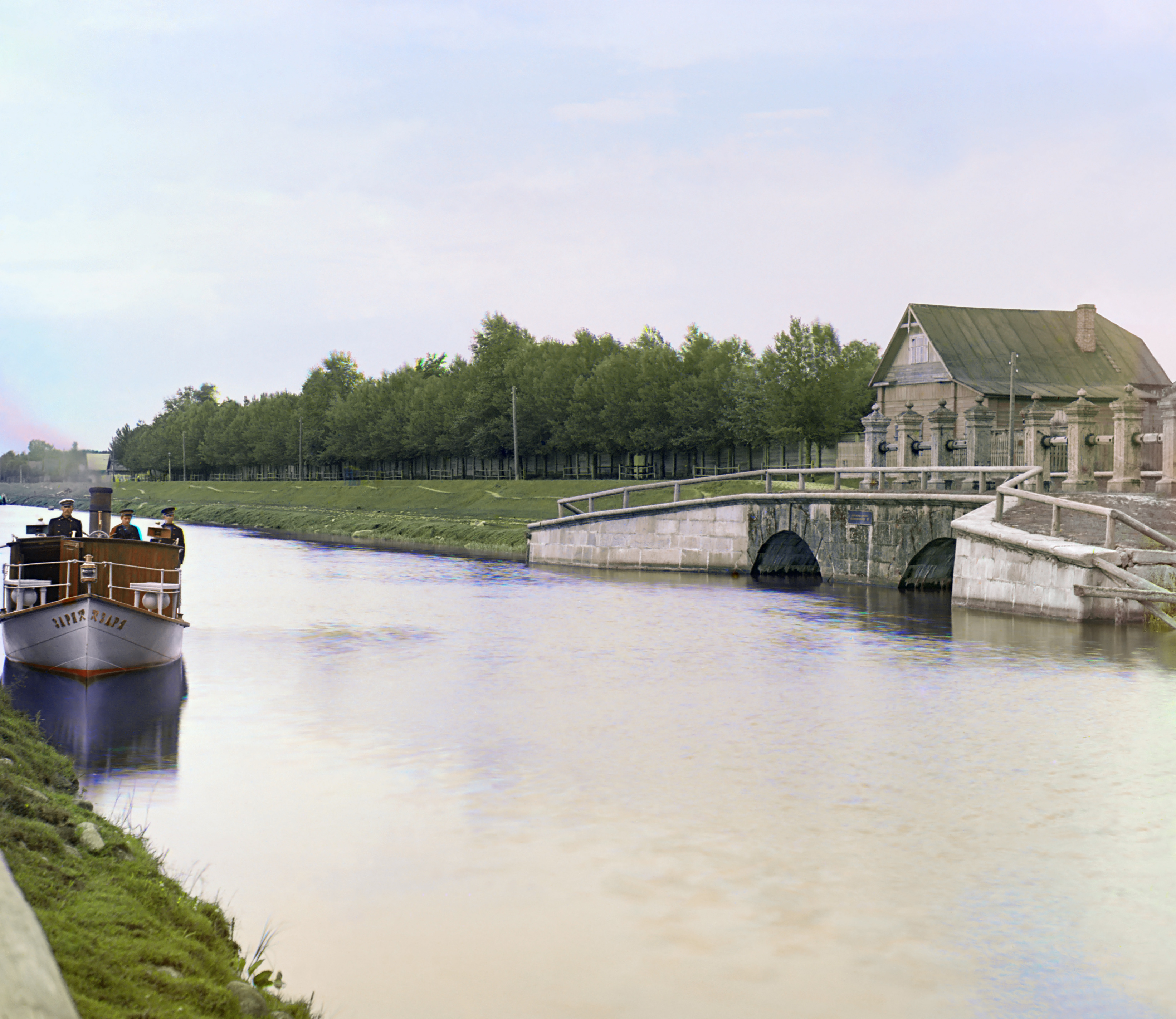

## Тяга

#### Пароходства
- Товарищество Шлиссельбургского пароходства. Суда: «Вера», «Ладога», «Опочинин», «Первенец», «Сберд», «Скобелев» (пожарная донка). Сообщение: Новая Ладога — Лодейное Поле.

#### Служебные суда
- Землечерпательная машина «Псковская»
- «Юрьев», пароход
- «Ильмень», пароход инспекторский